# Slivje, Hrpelje-Kozina
Slivje este o localitate din comuna Hrpelje-Kozina, Slovenia, cu o populație de 108 locuitori.